# Kazimierz Górek
Kazimierz Górek (ur. 10 sierpnia 1930 w Chropach) – polski działacz partyjny i państwowy, w latach 1975–1977 wicewojewoda jeleniogórski.

## Życiorys
Syn Feliksa i Marianny. Od 1948 do 1955 należał do Związku Młodzieży Polskiej, w 1954 wstąpił do Polskiej Zjednoczonej Partii Robotniczej. W latach 1963–1965 był I sekretarzem Komitetu Zakładowego przy  Zakładach Przemysłu Bawełnianego „Silesiana” w Dzierżoniowie. Od 1968 do 1972 zajmował stanowisko sekretarza ds. ekonomicznych Komitetu Miejskiego i Powiatowego PZPR w Wałbrzychu, następnie do 1975 pozostawał I sekretarzem Komitetu Miejskiego PZPR w Bolesławcu. W latach 1975–1977 wicewojewoda jeleniogórski, potem do 1980 zajmował stanowisko sekretarza ds. ekonomicznych w Komitecie Wojewódzkim PZPR w Jeleniej Górze.